# レッドブル・ブラジル
レッドブル・ブラジル（ポルトガル語: Red Bull Brasil）は、ブラジル・サンパウロ州カンピーナスを本拠地とするサッカークラブ。2007年11月に世界的飲料メーカーのレッドブル・グループが設立。2019年以降は、同企業のオーナークラブ「レッドブル・ブラガンチーノ」と合弁し、同ジュニアチームとして存続している。

## 歴史
2007年11月、レッドブル・ザルツブルクやニューヨーク・レッドブルズなどのサッカークラブを所有するオーストリアのグループ企業「レッドブル」により設立。翌2008年のカンピオナート・パウリスタ（サンパウロ州選手権）の下位リーグ参加から活動を始める。
2009年、チームはカンピオナート・パウリスタ（サンパウロ州選手権）4部に相当するセグンダ・ジヴィゾンで優勝した。2010年チームは1つ上のセリエA3に昇格した。またこの年開催されたコパ・パウリスタは初参戦ながら決勝まで進んだ。
2011シーズンはやや低迷したが、翌2012シーズンは躍進し、セリエA2レギュラーシーズンを3位で終えた。しかし準決勝で敗れ昇格は成らなかった。
2014年、セリエA1昇格。
2015年、カンピオナート・ブラジレイロ・セリエD（全国選手権4部）へ初参戦。
2019年、親会社レッドブル・グループが、当時カンピオナート・ブラジレイロ・セリエBにいたCAブラガンチーノを合弁し「レッドブル・ブラガンチーノ」を設立。本体の経営が同クラブに移り、役員や主要スタッフはブラガンチーノに異動。レッドブル・ブラジル自体は、U-23以下を基準とするRBブラガンチーノ傘下のジュニアチームとして存続することになり、これまで通りサンパウロ州選手権の下位リーグ参加を継続している。

## タイトル

### 国内タイトル
- カンピオナート・パウリスタ・セリエA3 : 1回
  - 2010
- カンピオナート・パウリスタ・セリエB : 1回
  - 2009

## 歴代監督
- パウロ・セルジオ（2008）
- リカルド・ピント（2008-2009）
- ジョゼ・ルイス・フェルナンデス（2009）
- ジャイール・ピセーニ（2009）
- マウリシオ・フェルナンデス（2010-2011）
- ルシアーノ・ディアス（2011-2012）
- アルジェリコ・フックス（2012-2013）
- マウリシオ・バルビエーリ（2014-2016）
- アウベルト・ヴァレンティム（2017）
- シーラス・ペレイラ（2017）
- リカルド・カタルーニャ（2017-2018）
- アントニオ・カルロス・ザーゴ（2018-2019）
- ヴィニシウス・ムニョス（2020- ）

## 歴代所属選手
- マルシーニョ（2013）
- ファビアーノ・エレル（2014-2015）
- エウトン（2017）